# Charlotte Prinz
Charlotte Prinz (* 17. Juli 1904 in Bergisdorf; † 25. September 1993 in Darmstadt) war eine deutsche Malerin.
Sie absolvierte eine Ausbildung zur Gewerbelehrerin mit Schwerpunkt Gestaltungslehre in Erfurt und Breslau. 1936 bis 1945 war sie als Lehrerin an Berufs- und Fachschulen in Breslau tätig. Sie studierte 1951 bis 1954 an der Werkkunstschule Darmstadt bei H. Hoffmann-Lederer, dann 1954 bis 1955 Studium der gegenstandslosen Malerei bei Willi Baumeister sowie Max Bense an der Akademie der Bildenden Künste Stuttgart. Sie war zugleich 1951 bis 1958 als Lehrerin an der Berufsfachschule Darmstadt tätig. Ab 1958 lebte sie als freischaffende Künstlerin in Darmstadt.
Sie brachte 1992 ihr Atelierhaus in Darmstadt-Arheilgen in eine nach ihr benannte Stiftung ein. Mit Unterstützung der Stadt Darmstadt dient es seither jungen Künstlern, die Träger des zweijährigen Charlotte-Prinz-Stipendiums sind, als Arbeitsort.